# Río Otún
Le río Otún est une rivière de Colombie et un affluent du río Cauca donc un sous-affluent du fleuve le río Magdalena.

## Géographie
Le río Otún prend sa source du lac Otún, dans le Parc national naturel de Los Nevados  (cordillère Centrale), dans l'est du département de Risaralda. Il coule ensuite vers l'ouest, traverse le sanctuaire de faune et de flore d'Otún Quimbaya puis la ville de Pereira, avant de rejoindre le río Cauca.